# داريل ويلسون (يوتيوبي)
داريل ويلسون (بالإنجليزية: Darrel Wilson)‏ هو يوتيوبي بريطاني، ولد في 17 يوليو 1980.

## روابط خارجية
- داريل ويلسون على موقع اتحاد ألعاب الكومنولث (مؤرشف) (الإنجليزية)